# Milford Mill Bridge
Milford Mill Bridge si trova al confine tra  Laverstock e Salisbury, risale al XV secolo ed è considerato dall'English Heritage un monumento classificato di prima categoria.

## Storia
Il ponte sul fiume Bourne venne costruito tra la fine del XV secolo e l'inizio del secolo successivo. Risale quindi al primo periodo Tudor. Nel 2019 un mezzo di trasporto pesante lo ha danneggiato e questo ha fatto nascere un dibattito sulla opportunità di permettere questo tipo di utilizzo per un ponte storico.

## Descrizione
L'English Heritage ha inserito dal 28 febbraio 1952 il ponte tra le strutture storiche come monumento classificato di prima categoria col numero 1242884. Il ponte è stato costruito in pietra di calcare lavorato. Lo formano due coppie di arcate sulle quali scorre una strada rialzata. L'arco posto a occidente è semicircolare mentre gli altri tre sono a sesto acuto. Le basi tagliaflutti sono arricchite da capitelli invecchiati posti tra ogni coppia di arcate e su entrambi i lati. A livello stradale c'è un muro basso di cornicione continuo, smussato, con parapetto superiore con un coronamento risalente al XVIII secolo e bassi pilastri quadrati alle due estremità.